# Дрончилов, Крум
Крум Тодоров Дрончилов (болг. Крум Тодоров Дрончилов; 3 августа 1889, Самоков — 12 ноября 1925, София) — болгарский географ, этнограф и антрополог.

## Биография
Родился 3 августа 1889 года в городе Самоков. Сын Тодора Дрончилова, преподавателя в городе Самоков; внук Захария Дрончилова, священника. Его дядя Цветко был также преподавателем и участвовал в антитурецком восстании 1876 года, арестован турками и до 1884 года находился в заключении. Двоюродной сестрой Крума была оперная певица Мария Попова.
Окончил Пловдивскую реальную гимназию в 1907 году, преподавал в течение года в Конаре, позже стал инспектором Пловдивской окружной училищной инспекции. С 1909 по 1914 годы изучал антропологию в Берлинском университете, а затем географию под руководством Альбрехта Пенка. Защитил докторскую диссертацию на тему «Вклад в болгарскую антропологию» (болг. Принос към антропологията на българите). После возвращения в Болгарию работал в Этнографическом институте и музее при Болгарской академии наук в Софии. С 1918 года — ассистент Анастаса Иширкова в Софийском университете, с 1923 года доцент кафедры географии и этнографии историко-филологического факультета Софийского университета.
Дрончилов был соучредителем Болгарского географического общества, образованного в 1918 году. В 1923 году им была издана краеведческая книга области Бурел, а в 1927 году, уже после его смерти были изданы ряд учебников и методических пособий его авторства. В 1924 году стал почётным членом Болгарского археологического института.
Скончался 12 ноября 1925 года в Софии.

## Научные труды
Крум Дрончилов работал в области антропологии и регионально-географических исследований. Наиболее значимыми его научными трудами являются:
- «Материали по антропологията на българите. I. Македонските българи» (1921)
- «Предисторически черепи от България» (1924)[2]